# Eton College

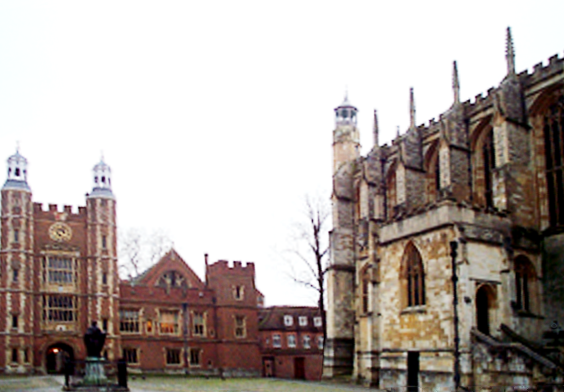
Eton

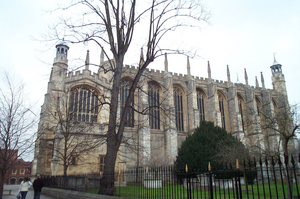
Kapel Eton

De King's College of Our Lady of Eton besides Wyndsor, vaak afgekort tot Eton College is een public school voor jongens, nabij  Windsor, Berkshire in Engeland.
De inschrijfkosten om toegelaten te worden tot het Eton College zijn hoog, wat een contrast vormt met het doel waarvoor de school gesticht is. De school werd namelijk gesticht in 1440 door Hendrik VI van Engeland als een liefdadigheidsschool om gratis opvoeding aan te bieden aan zeventig arme studenten.
Vanaf de 17e eeuw tot en met de 18e eeuw kwam het aantal leerlingen gemiddeld niet boven de 300. Tegenwoordig gaan ongeveer 1300 jongens tussen 13 en 18 naar deze school, waar ze gebruik kunnen maken van de in de loop der eeuwen verder uitgebreide faciliteiten, waar ze dan ook in 2011-2012 ruim 31.000 pond per jaar voor betalen.  Net zoals bij de meeste public schools behalen de meeste leerlingen bovengemiddelde examenresultaten. Het is dan ook niet verwonderlijk dat bijna alle leerlingen na Eton universitaire studies aanvatten. Een derde ervan trekt bovendien naar Oxford of Cambridge, traditioneel beschouwd als de Engelse topuniversiteiten.
Eton is bekend om zijn tradities, onder andere het uniform, dat volgens sommigen beïnvloed werd door de dood van Koning George III van het Verenigd Koninkrijk en nog altijd gedragen wordt. Het staat bekend als Eton dress en bestaat uit een wit overhemd met witte das, een zwart vest onder een zwarte rok met lange slippen en een grijze streepjesbroek.
Het kostschoolsysteem wordt gekenmerkt door een strenge hiërarchie met house prefects en head boys. De disciplinerende lijfstraffen (flogging) en het traditionele fagging, waarbij een jonge leerling of fag huishoudelijke taken diende te verrichten voor zijn oudere fagmaster, werden tijdens de liberale hervormingen van de jaren '70 geleidelijk afgeschaft.
Hoewel Eton tegenwoordig meer studiebeurzen uitreikt aan begaafde jongens van bescheiden komaf, ademt de school elitarisme uit. Ze wordt door velen nog altijd beschouwd als de kweekvijver van het Engelse establishment of old boy network. Tot een flink stuk in de 20ste eeuw kwamen de leerlingen bijna uitsluitend uit de Britse upper class. Heel wat conservatieve ministers, zoals David Cameron en Boris Johnson, liepen er school. Tegenwoordig is de leerlingenpopulatie veel diverser, waardoor het traditioneel Anglicaanse karakter thans enigszins verzwakt is.
Dorney Lake, eigendom van het Eton College, is de plaats waar de roei- en kajakregatta van de Olympische Zomerspelen 2012 plaatsvonden.
Het cricketpaviljoen van de school is gebruikt in de James Bondfilm Casino Royale (2006).